# Косовска Каменица
Косовска Каменица (до 1952. године званичан назив Каменица; алб. Kamenicë или Kamenica) је градско насеље и седиште истоимене општине у Србији, које се налази у источном делу Косова и Метохије и припада Косовскопоморавском управном округу. Насеље је након 1999. године познато и као Дардана (алб. Dardanë или Dardana). Према попису из 2024. било је 5.206 становника.

## Историја
У месту је радила српска народна школа између 1870—1876. године.
Положај насеља.
Главни део села је на Кривој Реци, на обема њеним странама. Остали делови су на Гоголовачкој Реци, на Кућишту и на Робовачкој Реци.
Воде.
Главни део села добија воду за пиће из бунара, а остали делови из извора и бунара.
Земље и шуме.
Топографски су називи за њиве: Безистен, Бели Брег, Орловиште, Морозвез, Појатиште, Доњо Поље, Горњо Поље, Вртача; за шуму: Равниште, Грковица, Локва, Кулина или Градиште.
Тип насеља.
Село је збијеног типа и дели се на махале: Отуд Криву Реку, Преко Криву Реку, Коларце, Гоголовачка Река, Робовачка Река, Кућиште, Безистен.
Старине у насељу.
На брду Кулина или Градиште још стоје зидине неког града (Призренца) у оронулом стању. Прича се да су овај град зидали Срби и да се камен доносио са доморовачког Брега „од руке на руке“. На путу за Мочаре једно се место зове Безистен. По предању ту се скупљао пазар на сабору манастира Рђавца код Мочара.
Постанак насеља.
Каменица се први пут помиње 1436. године под истим именом у "Књизи дужника" дубровачког трговца Михаила Лукаревића који је боравио у Новом Брду. У 16. веку се, по народном предању, кад су Турци отимали земљу Србима у Каменици, ишло у Вучитрн на већи суд но што је био на Новом Брду. У то време Каменица је била на Робовачкој Реци где је и сад један део села. Срби су касније, око 1710. године, кад су им Турци одузели земљу и на њој настанили чифчије, искрчили луг на месту садашњег главног дела села и створили ново насеље. У селу су се доцније настанили и Турци, али су се око средине 19. века иселили јер нису могли да трпе весеље српског народа о празницима (породица Имер-спахијини у Гњилану).
Село је расло прираштајем и досељавањем. У селу сада живе Срби и Албанци.
Порекло становништва.
Родови:
-Ћурчинци (Св. Никола). Старином су од Прилепа, одакле су досељени много пре 1680. године, када у Кривој Реци није било Албанаца. Куће су им биле на Робовачкој Реци, а пошто су им Турци Диздарци отели земљу, преместили су се на место садашњег села где тада није било насеља.
-Кметовци (Св. Арханђео): пресељени из Кметовца (Горња Морава) после Ћурчинаца.
-Кужљов (Св. Арханђео); пресељени око 1810. године из Беривојца побегавши од албанског зулума.
-Meчкар (Св. Никола); пресељени из Даждинца бежећи од албанског зулума кад и Кужљовци. Старо презиме им је Негосави.
-Говердаркић (Св. Никола); досељени из Прилепа око 1760. године.
-Анђелковић (Св. Арханђeo), пресељени из Беривојца 1810. године.
-Копривничани  (Св. Никола); су пресељени од албанског зулума из Копривнице око 1850. године.
-Пешић (Св. Арханђео); пресељени из Копривнице као и род Копривничани.
-Коретинци (Св. Никола); пресељени из Коретина 1810. године.
-Костић (Св. Арханђео). Старином су из Коретина, потом су живели у Беривојцу, а око 1860. године пресељени у Каменицу.
-Штрбанци (Ваведење); пресељени из Беривојца око 1850. године.
-Поповић (Св. Арханђео); досељени из Шилова (Горња Морава) око 1790. године због парохије као свештеничка породица. Даља старина им је у Винцу (Куманово).
-Коларци (3 к., св. Петка); досељени на купљену земљу око 1830. године из Робовца.
-Србијанци (2 к., Митровдан); досељени око 1850. године из Горњег Кусца (Горња Морава), од рода Чорбића. Даља старина им је у Бугарској као код Чорбића у Горњем Кусцу. Србијанцима су названи што су око 30 година живели у Србији. Вратили су се после ослобођења.
-Марић (1 к., св. Никола); пресељени из Братиловца око 1830. године.
-Маљокић (1 к., св. Никола); пресељени из Грађеника око 1830. године.
-Финици (2 к., св. Арханђео); око 1850. године досељени као бакали из Врања.
-Пешић(1 к., св. Никола); старином су из Гризима. Око 1890. године су се иселили у Србију и до 1913. г. живели у Рујковцу (Јабланица). Досељени су на купљено имање.
-Џалић (1 к., св. Арханђео); ови су из Гризима исељени са Пешићима и живели у Рујковцу. Године 1914. су дошли на купљено имање. Даља старина им је у Штрпцу.
-Жујанци (1 к., св. Арханђео); пресељени 1911. г. из Фирићеја. Даља старина им је у Жуји.
-Кололечић (2 к., св. Никола); пресељени из Кололеча око 1860. године.
Албански мухаџирски род је:
-Врановц (1 к.), од фиса Бериша; досељен 1878 г. из Врановпа (Јабланица).
Остали Албанци досељени су после Другог светског рата из северне Албаније и из околних села.
Од Срба се 1878. године у Србију иселила се једна кућа од Маринкових, једна кућа од Радића и три куће од Колараца.
У Турску су се 1922. г. иселиле две албанске куће.
Народна ношња
Народна ношња Косовске Каменице и околине врло је богато украшена.
Делови женске ношње су кошуља, жипон, крпа, саја маскајлија, саја долактица, марама или тулбен, долактеник, зубун, бошча, плетени јелек, појешче, колан, низен појес, реске, канавац, крпчики, пафте, перињач, кафена марама, девојачка марама, чарапе, опанци, јердан, фута.
Делови мушке ношње су: јелек, кошуља, ћустек, чакшире, појес, шајкача, гуњче.
Ношња је врло слична оној у Гњилану, Витини и Новом Брду, али постоје разлике: девојке и жене из Каменице не носе срмене јелеке, већ само кошуље; свилених рукава (то је свилена кошуља) нема ни код жена ни код мушкараца; на мушким и женским кошуљама никад нису нанизане стаклене перлице и шљокице, и рукави нису дугачки и широки, овде се кошуље украшавају чипком и имају уске и кратке рукаве; удате жене овде носе низен појес (сличан колану), а не колан; реп се овде назива реске или кит; овде жене не носе џубе и антерију, а долактеник, зубун и саја долактица избачени су из употребе током Другог светског рата; мушкарци немају украс за појас; појас се овде код мушкарца једоставно паше, а ретко уврће; стари оригинални мушки јелеци од црног и црвеног сукна замењени су србијанским (комитским) јелецима 1912. године, браон су боје, а ређе црни; чакшире су такође од 1912. године браон; до 1912. године мушкарци из села Грађеник и Ораовица носили су долактицу "љурку".

## Демографија
Према попису из 1961. године град је био углавном насељен Србима, док је 1981. године већинско становништво било албанско. Након рата 1999. године већина Срба је напустила Косовску Каменицу. Преостали Срби су опстали у делу града код цркве Светог Николе, а живот им се одвија у свега неколико улица.
| Етнички састав према попису из 1961.‍ | Етнички састав према попису из 1961.‍ | Етнички састав према попису из 1961.‍ | Етнички састав према попису из 1961.‍ | Етнички састав према попису из 1961.‍ |
| ------------------------------------ | ------------------------------------ | ------------------------------------ | ------------------------------------ | ------------------------------------ |
|                                      |                                      |                                      |                                      |                                      |
| Срби                                 | Срби                                 |                                      | 1.055                                | 81,3%                                |
| Албанци                              | Албанци                              |                                      | 130                                  | 10%                                  |
| Роми                                 | Роми                                 |                                      | 68                                   | 5,2%                                 |
| Црногорци                            | Црногорци                            |                                      | 16                                   | 1,2%                                 |
| Укупно: 1.298                        |                                      |                                      |                                      |                                      |

| Етнички састав према попису из 1981.‍ | Етнички састав према попису из 1981.‍ | Етнички састав према попису из 1981.‍ | Етнички састав према попису из 1981.‍ | Етнички састав према попису из 1981.‍ |
| ------------------------------------ | ------------------------------------ | ------------------------------------ | ------------------------------------ | ------------------------------------ |
|                                      |                                      |                                      |                                      |                                      |
| Албанци                              | Албанци                              |                                      | 3.333                                | 61,9%                                |
| Срби                                 | Срби                                 |                                      | 1.679                                | 31,2%                                |
| Роми                                 | Роми                                 |                                      | 229                                  | 4,2%                                 |
| Црногорци                            | Црногорци                            |                                      | 46                                   | 0,8%                                 |
| Муслимани                            | Муслимани                            |                                      | 42                                   | 0,8%                                 |
| Укупно: 5.383                        |                                      |                                      |                                      |                                      |

| Етнички састав према попису из 2011.‍ | Етнички састав према попису из 2011.‍ | Етнички састав према попису из 2011.‍ | Етнички састав према попису из 2011.‍ | Етнички састав према попису из 2011.‍ |
| ------------------------------------ | ------------------------------------ | ------------------------------------ | ------------------------------------ | ------------------------------------ |
|                                      |                                      |                                      |                                      |                                      |
| Албанци                              | Албанци                              |                                      | 6.911                                | 94,3%                                |
| Срби                                 | Срби                                 |                                      | 324                                  | 4,4%                                 |
| Роми                                 | Роми                                 |                                      | 37                                   | 0,5%                                 |
| Укупно: 7.331                        |                                      |                                      |                                      |                                      |

Број становника на пописима:
|             | \| Демографија[5] \| Демографија[5] \| Демографија[5] \| \| Година \| Становника \| Становника \| \| -------------- \| -------------- \| -------------- \| \| 1948. \| 756 \| \| \| 1953. \| 929 \| \| \| 1961. \| 1.298 \| \| \| 1971. \| 2.422 \| \| \| 1981. \| 5.383 \| \| \| 1991. \| 9.312 \| \| |            |
| Демографија | |            |
| Година      | Становника | Становника |
| 1948.       | 756 |            |
| 1953.       | 929 |            |
| 1961.       | 1.298 |            |
| 1971.       | 2.422 |            |
| 1981.       | 5.383 |            |
| 1991.       | 9.312 |            |

## Споменици културе у Косовској Каменици
- Манастир Убожац или Рђавац — налази се близу села Мочаре, време његове изградње није познато, а сматра се да је изграђен у средини 14. века.
- Манастир Тавница — налази се у селу Ајновце, у засеоку Доњо Речане. Манастир је из 14. века и подигнут је на темељима рановизантијске базилике.
- Богородичина црква — налази се у селу Ваганеш. Осликана је 1354/55. године.
- Манастир Свети Јован — налази се код Глобаричког потока, у насељу Свети Јован или Глобарица, сада засеока села Беривојца (а до скоро села Божевца). Изграђен је у 14. веку. До 1830. године код овог манастира се скупљао један од највећих вашара у Старој Србији и Македонији, али су га Турци пренели у Гњилане, где се до 1999. године одржавао на Ивандан. Некада је на месту засеока постојало село Глобаричиште. Једном је богатог Србина из тог села ("филџани му били од сребро, жафрони од злато") посетио неки паша, па видевши му сво оно бпгатство, убије и њега и целу његову породицу. Остала је само баба која је после подигла манастир.
- Манастир Свети Спиридон — налази се у селу Божевце, у засеоку Свети Спиридон. Изграђен је у 14. веку, и до скоро се сматрао за место крштења кнеза Лазара Хребељановића, али је касније утврђено да је крштен у манастиру села Кметовце. Манастир је данас у рушевинама, а до рата 1999. г. се код њега скупљао сабор. До манастира има једна чесма са лековитом водом.
- Прилепац — налази се недалеко од села Божевце, на брду 'Оџин Камењ. Утврђење је потпуно уништено. Прилепац је родно место кнеза Лазара Хребељановића. На Прилепцу се по предању налазила и црква. Камење са Прилепца су Срби пешака носили до Гњилана и користили су га за темељ цркве Светог Николе.
- Црква Св. Николе — налази се у Косовској Каменици, изграђена у 19. веку.
- Ранословенска некропола — налази се у селу Коретин, датира из периода 9-11. века.
- Црква Св. Богородице— налази се у селу Кормињане, саграђена у 19. веку.
- Црква Покрова Пресвете Богородице — налази се у селу Божевцу, у Старој Ма'али. Први пут је изграђена у 14. веку, а онда су је Турци затрпали земљом. Године 1856. су је Срби откопали и обновили. Код ње се сваке године скупљао сабор који се назива светомасло.

## Познате личности
- Милан Васић, српски глумац
- Азем Власи, југословенски и албански политичар
- Тина Ивановић, српска турбо-фолк и поп-фолк певачица
- Слободан Костић, српски књижевник